# 陈红红
陈红红（1970年6月—），江苏东台人，汉族，中华人民共和国政治人物、第十一届全国人民代表大会江苏地区代表，毕业于南京师范大学伦理专业，中共党员。

## 生平
曾长期在江苏省盐城市工作，历任共青团盐城市委副书记、书记，中共阜宁县委副书记、纪委书记（正县级），中共盐城市亭湖区委副书记、区长，中共盐城市亭湖区委书记、人大主任等职务。2011年9月，任中共江苏省盐城市委常委、宣传部部长。2017年2月，任盐城市人民政府副市长，同年7月转任常务副市长。2018年7月，任中共江苏省盐城市委副书记。2019年9月，晋升为一级巡视员。
2021年1月，任江苏省盐城市政协主席。
2023年5月，改任江苏省医疗保障局局长。